# Disordini in Irlanda del Nord del 2011
I disordini in Irlanda del Nord del 2011 sono stati una serie di rivolte tra il 20 giugno 2011 e il 16 luglio 2011, originariamente iniziate a Belfast, prima di diffondersi in altre parti dell'Irlanda del Nord. Sono stati avviati dall'Ulster Volunteer Force.

## Rivolta di giugno
La violenza settaria è iniziata intorno alle 21:00 GMT della sera di lunedì 20 giugno, quando un gran numero di credenti si è spostato dalle aree unioniste di Mount e Castlereagh Street all'enclave nazionalista di Short Strand. Ciò provocò una risposta da parte dei nazionalisti. L'assistente capo della polizia del Police Service of Northern Ireland, Alistair Finlay, ha affermato che circa 500-600 persone sono state coinvolte nelle rivolte. Secondo il PSNI, le rivolte sarebbero state inizialmente istigate dall'Ulster Volunteer Force (UVF).
Gli scontri hanno visto diversi oggetti pericolosi, come bombe a gas, mattoni, bottiglie, fuochi d'artificio e fumogeni da entrambe le parti, in quello che la polizia ha descritto come "un attacco di alto livello, minaccioso, organizzato, serio e costante" al disordine." Ad un certo punto, sei colpi sono stati sparati dalla zona nazionalista di Short Strand,< seguiti da circa cinque colpi dal lealista Pitt Park. Due colpi hanno raggiunto una Land Rover della polizia in quello che il PSNI ha affermato essere stato un tentato omicidio dei suoi ufficiali. Un ufficiale ha subito lesioni agli occhi, quando una penna laser è stata utilizzata per accecare gli ufficiali.
Le rivolte di Short Strand sono state descritte dai politici come la peggiore violenza nell'area in un decennio.
Martedì sera, durante altri scontri tra unionisti e nazionalisti, sono state coinvolte circa 700 persone. Un fotografo è stato colpito alla gamba da un cecchino della zona nazionalista, la polizia di ciò ha accusato i repubblicani dissidenti.
Mercoledì 22 giugno ci sono state discussioni tra rappresentanti della comunità, politici e personalità lealiste e nazionaliste. Il risultato finale è stato che entrambe le parti controllassero le proprie comunità per prevenire ulteriori violenze. Più tardi quella notte l'area era pacifica, nonostante gruppi unionisti e nazionalisti - trattenuti dai cerimonieri della comunità - siano stati coinvolti per diverse ore in una situazione di stallo a Mountpottinger Road, all'estremità dello Short Strand, fino all'1:30 circa di giovedì mattina. cerimonieri nazionalisti sono intervenuti per impedire ai giovani nazionalisti di attaccare le Land Rover della polizia.
Una donna di 20 anni è stata arrestata con l'accusa di possesso di un'arma offensiva e aggressione alla polizia, che è stata seguita mercoledì dall'arresto di un uomo di 22 anni di Belfast in relazione ai disordini.

## Rivolte di luglio
Una rivolta è scoppiata il 1º luglio 2011 a Castlereagh Street e Mountpottinger Road, dove la polizia ha usato di nuovo i cannoni ad acqua per fermare le rivolte che continuavano nella notte.
Il 9 luglio, i manifestanti lealisti hanno attaccato il PSNI a Ballyclare dopo che questi ha rimosso le bandiere dell'Unione e dei paramilitari fuori da una chiesa cattolica.
I disordini previsti sono scoppiati l'11 luglio e i manifestanti nazionalisti hanno attaccato il PSNI nelle aree Oldpark e Broadway di Belfast. La nuova estensione da 9 milioni di sterline del Royal Victoria Hospital è stata danneggiata. Si ritiene che siano stati sparati colpi.
Altri scontri attesi scoppiarono il giorno successivo nelle aree nazionaliste del nord e del sud di Belfast, dopo le parate annuali dell'Ordine degli Orange del 12 luglio. I disordini si sono verificati anche a Derry, dove la polizia ha affermato che erano coinvolte persone di appena dieci anni. Il PSNI è stato criticato per aver affrontato i disordini.
Il 15 luglio, la polizia di Portadown è stata attaccata con una rivolta che ha coinvolto circa 100 persone. Gli immigrati sono stati costretti a fuggire dall'Irlanda del Nord quando la loro casa è stata attaccata dai credenti in una zona cattolica. Il giorno dopo, a Corcine, Portadown, ci furono altri disordini e sommosse.